# Subiza
Subiza en espagnol ou Subitza en basque est un village situé dans la municipalité de Galar dans la Communauté forale de Navarre, en Espagne. Il est doté du statut de concejo.
Subiza est situé dans la zone linguistique mixte de Navarre.